# 大衛·諾奎斯特
大衛·盧茨·諾奎斯特（英語：David Lutz Norquist，1966年11月24日—），美國政府官員，曾任美國國防部副部長。2021年1月，他擔任兩天的代理美國國防部長，接替克里斯托弗·米勒。

## 外部連結
- C-SPAN內的頁面（英文）